# Make Cheer
『Make Cheer』は、Meikの2ndミニ・アルバム。2018年7月25日にユニバーサルミュージックよりリリース。

## 背景
前作『Make It Happen』から約1年経てリリース。ライブで何度か披露されていた「有機体」、デジタルシングルとして先行リリースされた「Timing」「Feeling Good」など、全7曲を収録。

## 収録曲
1. Feeling Good　3:54[1]
作詞：Mayu Wakisaka
作曲：Mayu Wakisaka・村山晋一郎
編曲：村山晋一郎
2. Timing　4:09[1]
作詞：森浩美・ブラックビスケッツ
作曲：中西圭三・小西貴雄
編曲：加藤大祐
3. Boom Boom Baby ～愛はまだわからない～　3:25[1]
作詞：Rose (Apotheke)
作曲・編曲：Braddon Williams・Krunkadelic・Zenya
4. Shining Star　4:50[1]
作詞：Rose (Apotheke)・Meik
5. 恋するハート・ショット -Make Cheer EDIT-　4:26
作詞：Rose (Apotheke)
6. 有機体　4:09[1]
作詞：Rose (Apotheke)
7. Just Move Your Soul　4:57[1]
作詞：Rose (Apotheke)